# Ассімі Гоїта
Ассімі Гоїта  (нар. 1983) — малійський військовий офіцер, керівник Національного комітету порятунку людей, військової хунти, яка захопила владу у колишнього президента Ібрагіма Бубакара Кейта у Малійському перевороті 2020 року.
Самопроголошений тимчасовий президент Малі.

## Біографія
Гойта служив полковником в окремому батальйоні спеціальних військ Збройних сил Малі. Виступив лідером Національного комітету порятунку людей, очолив групу повстанців, які зобов'язалися ініціювати нові вибори на заміну президенту Ібрагіму Бубакара Кейта.
Гойта проходив підготовку у США, Франції та Німеччині та мав досвід роботи із спецпідрозділами армії Сполучених Штатів.
В кінці травня 2021 року, після арешту та відставки тимчасового президента Ба Ндау, оголосив себе президентом Малі на час перехідного періоду.